# Muximas fästning

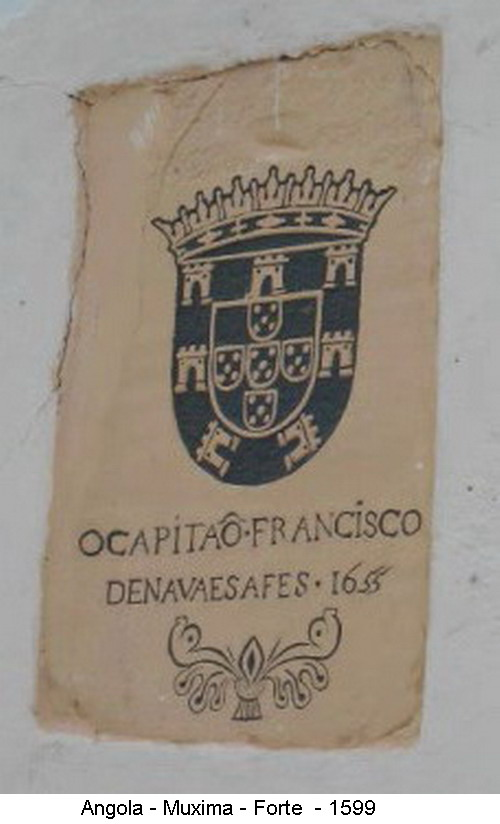
Portugisiskt vapen på fästningsväggen.

Muximas fästning är en fästning intill staden Muxima i provinsen Luanda, Angola, intill floden Kwanza. Den började byggas 1599.

## Tentativt världsarv
Fästningen sattes upp på Angolas förhandslista (tentativa lista) över planerade världsarvsnomineringar den 22 november 1996.